# Гран-Абуэло
Alerce Milenario (исп. Millennial Alerce или исп. Millennial Larch) или Gran Abuelo (также известное как Прадедушка) — самое большое дерево в чилийском национальном парке Alerce Costero.
Относится к роду патагонского кипариса (вид фицройя кипарисовидная). Ранее считалось самым древним известным деревом в мире, но в настоящее время соперничает с другими деревьями за это звание.
Учёные обнаружили дерево в Чили, в 800 км к югу от города Сантьяго, на территории Национального парка Алерсе Костеро. По примерным подсчётам, ему почти 5,5 тысяч лет.
Дендрохронологическое исследование выявило около 2 400 годичных колец, однако бур не достиг сердцевины дерева. Моделирование дало оценку возраста более чем в 5 000 лет с вероятностью в 80 %.
При диаметре более 4 метров (13 футов) большая часть кроны отвалилась, а часть ствола засохла. Дерево покрыто лишайниками и мхами. По оценкам, у дерева более 5 тысяч годичных колец. По заявлению Дж. Баричивича «Только 28 процентов дерева живы, большая часть из которых находится в корнях, поэтому, когда люди ходят по близлежащей почве, они активно повреждают последние оставшиеся живые части дерева».
Национальная лесная корпорация объявила о усилении мер по охране дерева и увеличении числа егерей в национальном парке.